# بوس (آریزونا)
بوس (به انگلیسی: Bouse) یک منطقهٔ مسکونی در ایالات متحده آمریکا است که در شهرستان لاپاز، آریزونا واقع شده‌است. بوس ۳۵۲٫۸۲ کیلومتر مربع مساحت و ۷۳۰ نفر جمعیت دارد و ۲۸۹ متر بالاتر از سطح دریا واقع شده‌است.